# قلعه سفید (رمان)
قلعه سفید (به ترکی استانبولی: Beyaz Kale) رمانی از نویسنده زبان ترکی استانبولی اورهان پاموک است.

## طرح
وقایع کتاب در استانبول قرن هفدهم اتفاق می‌افتد. داستان دربارهٔ یک مرد دانشمند ایتالیایی است که قصد سفر دریایی از ونیز به ناپل را دارد، که توسط ناوگان امپراتوری عثمانی زندانی شده و به بردگی گرفته می‌شود. نخست در خطر اعدام قرار می‌گیرد اما مردی به نام استاد که شباهت زیادی به او دارد او را به عنوان برده می‌خرد. دانشمند ونیزی به استاد برای پیدا کردن ارج و قرب نزد پاشا که از نزدیکان سلطان است کمک زیادی می‌کند و در نهایت آن دو به سلطان معرفی می‌شوند تا با کمک او اسلحه آهنین قدرتمندی بسازند.

## درون مایه
محرک ارباب-برده درون مایه اصلی رمان قلعه سفید است. استاد (Hoja) در سرتاسر داستان تلاش به القا کردن مافوق بودن و برتری را بر گوینده داستان (دانشمند ونیزی) دارد. خواه با تمسخر کردن او یا به رخ کشیدن ضعف و دون‌مایگی او به عنوان یک برده. با این حال استاد تلاش می‌کند تا از او دانش بیشتری کسب کند و هنگامی که دانشمند ونیزی از در اختیار دادن دانش بیشتر به او خودداری می‌کند ناامید و خشمگین می‌شود. رابطه ارباب-برده هنگامی که هردو متوجه می‌شوند که می‌توانند هویت خود را عوض کنند، رو به زوال می‌رود.
قدرت دانش نیز یکی دیگر از درون‌مایه‌های اصلی رمان است. راوی داستان و استاد هر دو خردمند شناخته می‌شوند با این حال در ابتدا هیچ‌کدام به راستی نمی‌توانستند ادعا کنند که دارای دانش بیشتری هستند. دانش راوی داستان امروزی تر است و علمی تر به نظر می‌رسد حال آنکه دانش استاد از یک فیلتر زبانی رد شده و همراه با جزم‌اندیشی است. همچنین گوینده داستان از دانش خود برای کمک کردن استفاده می‌کند در حالی که استاد دانش را به عنوان ابزاری برای رسیدن به جاه‌طلبی‌هایش مورد استفاده قرار می‌دهد.
مدرنیزه شدن یا به عبارتی افول امپراتوری عثمانی در سراسر داستان مورد اشاره قرار گرفته‌است. پیش از آنکه به یک سمبل اصلی در اوج داستان تبدیل شود.

## نقد
این رمان از طرفی تاریخ رویارویی امپراتوری عثمانی با اروپایی‌ها را به تصویر می‌کشد و از طرفی دیگر یک قصه است. پاموک در آفرینش این اثر که او را یک نویسنده جهانی کرد از تاریخ و فرهنگ و آیین پیشینیان خود الهام گرفته‌است؛ و چگونگی پیشرفت علم در دنیای قدیم را به مخاطبان و خوانندگان امروزی نشان داده است.
نکته قابل توجه این است که پاموک در روایت این داستان و طرح آن از آثار بیگانه تقلید نکرده و داستان سرزمین خودش را گفته و این اثر را در چهارچوب و اسلوب رمان‌نویسی به معنای صحیح آن انجام داد.